# José Martín Espinosa de los Monteros
José Martín y Espinosa de los Monteros (1776, Málaga, España - 1845, Mérida, México). Fue un piloto mayor de la Real Armada Española y cartógrafo español. Fundador de las cátedras de matemáticas y náutica en la península de Yucatán.

## Biografía
José Carlos Martín y Espinosa de los Monteros nació en Málaga, España, el 29 de noviembre de 1776. Fue hijo de Cristóbal Martín de nombradía en las originales familias de los barrios de Quintanilla y Berrueza en Espinosa de los Monteros y de Juana Francisca Micaela Espinosa de los Monteros nacida el 5 de abril de 1755 en Granada, España hija de Francisca Rodríguez y Capote de la casa de Cabra (Córdoba). y Don José Espinosa de los Monteros y Saquero de la casa de Monteolivar de los Espinosa de los Monteros Aliaga y de la Peña; con reales en Córdoba, Granada, Málaga y Cádiz.
En la infancia y debido a las epidemias del sur de España, queda huérfano junto con su hermano Francisco Luis en el estío de 1785.
Bajo la tutela de la familia de su tío Félix Bernardo Espinosa de los Monteros, Marqués de Monteolivar, los hermanos fueron internados en el Real Colegio de San Telmo de Málaga donde recibieron su educación en "Minería, Artillería y Pilotaje".
Seguidamente, José Carlos inicia su servicio en la Real Armada Española como Piloto en donde sirve en la Carrera de Indias durante ocho años. Participa también militarmente en los bloqueos de Brest y Tolón, durante las guerras contra la República Francesa antes de la Paz de Basilea. Posteriormente, lucha en repetidas ocasiones contra la Armada Inglesa hasta la Paz de Amiens, recibiendo honores y reconocimientos varios.
En 1802, siendo piloto mayor conduce en el navío Reina María Luisa de 112 cañones a su cargo, y en división junto con los navíos Argonauta, Bahama, Príncipe de Asturias y la fragata Santa Sabina, a la Familia Real de las Dos Sicilias con motivo del matrimonio del entonces Príncipe de Asturias, Fernando VII con la Infanta Doña María Antonia, hija de sus SS.MM. Sicilianas.
Durante esta travesía nace en altamar la que llegaría a ser la Princesa de Sajonia, hija de los Reyes de Etruria María Luisa de Borbón y Luis I de Etruria.
Después de llevar de regreso a la familia Borbón y prosiguiendo desde Nápoles, Martín y Espinosa guió un periplo científico y diplomático de carácter secreto entre los años de 1803 y 1805 que tuvo el objeto de visitar las islas del archipiélago griego y Chipre, continuar hacia Constantinopla (hoy Estambul), reconociendo las costas turcas, de Siria, Líbano y Tierra Santa; para luego dar la vuelta sobre África explorando todo el litoral norte del continente, tocando las costas de Egipto, Libia, el cabo de Bon en Túnez, Algeria, llegando hasta la ciudad de Anafe o Anafé en portugués (actualmente Casablanca) en Marruecos; y retornar desde ahí a España. Otros que participaron en esta memorable expedición fueron el espía Domingo Badía personificando al príncipe Alí Bey el-Abbasí y el Brigadier Alcalá.
Recibe honores por los servicios prestados a la monarquía española y se separa del servicio real por cédula con una pensión vitalicia para navegar barcos de la marina mercante española (se conoce que estuvo en los puertos de Veracruz, Campeche y La Habana, formando incluso su propia flotilla) hasta que toma la decisión de dejar la vida de marino, a causa de dos naufragios consecutivos que se produjeron en el Golfo de México.
A partir de ello, decide establecerse en la Ciudad de Mérida, entonces del Departamento de Yucatán, Nueva España, que luego pasó a ser territorio de México. De ahí que se le considere fundador del linaje Espinosa en la península de Yucatán, en México. (Su hermano Francisco Martín y Espinosa de los Monteros continuó su carrera militar alcanzando altos rangos en la capital de la Nueva España, hoy la Ciudad de México, donde se casó y dejó igualmente amplia descendencia.)
Martín y Espinosa se consagra al servicio público participando como Mayordomo de propios de la Provincia de Yucatán, Mayordomo de fábrica en diversas obras de caridad, como miembro activo de la Diputación de Comercio de Yucatán y siendo sinodal de exámenes públicos.
Con una educación inculcada bajo la llamada plena ilustración; se desarrolla en los campos de las ciencias exactas como matemático y astrónomo, como naturalista con especial inclinación a identificar la flora peninsular y sus posibles usos, como agrimensor y cartógrafo, y en las artes gráficas.
El 2 de abril de 1807 contrae nupcias con María de los Dolores Octaviana Refugio de Losa y Quijano (1793 - ?), española nacida en Mérida, con quien tiene una nutrida descendencia, que tras ocho generaciones son reconocidos como los ancestros de una gran parte de la sociedad Yucateca bajo el apellido "Espinosa" que es la forma como llegó a nuestros días (Martín entró en desuso en la primera generación y hoy día se utiliza como nombre de pila entre su descendencia).
En 1818 estableció en una casa particular la primera Cátedra de Matemáticas en la península de Yucatán, que es la predecesora de lo que hoy es la Facultad de Matemáticas de la Universidad Autónoma de Yucatán.
El 17 de febrero de 1820, a petición suya, el Capitán General Miguel de Castro y Araoz funda la Academia de Matemáticas de la cual Espinosa es nombrado Catedrático, recibiendo el apoyo del entonces Obispo Pedro Agustín Estévez y Ugarte y el Coronel de Ingenieros Mariano Carrillo de Albornoz.
El 24 de enero de 1822, inicia como catedrático insigne, una escuela de náutica mercante en Isla del Carmen, Campeche, misma que debió ser cerrada en corto tiempo debido al asedio de piraras, primer intento en el Continente Americano y que terminó siendo la semilla de la  Escuela Náutica Mercante de México.
En 1827 (el año previo de su lanzamiento - 1828) imprime por primera vez y con sus propias prensas el Almanaque de Espinosa que era un Calendario Anual con datos meteorológicos, astronómicos y efemérides que de forma ininterrumpida por más de 150 años publicó artículos en beneficio del agro, la industria y el comercio de Yucatán; además de interesantes notas sobre la sociedad y entorno cotidiano de la vida peninsular.
En 1828, funda la Imprenta de J. M. y Espinosa en el No. 14 de la entonces llamada Calle de las Gracias de la Ciudad de Mérida. Sin lugar a dudas llegó a ser el negocio de tipografía más importante del Sureste de México durante el siglo XIX. Todos los intelectuales yucatecos, en sus respectivas épocas, publicaron obras y revistas con los Espinosa. Ilustres personajes como: Justo Sierra O'Reilly, Delio Moreno Cantón, Carlos R. Menéndez, entre otros; fueron aprendices en esta imprenta que sigue operando hasta nuestros días.
En 1829, a consecuencia del proceso de Independencia de México, se promulgó la segunda ley de expulsión de españoles. Esta ley decretó algunas excepciones que naturalizaban a un grupo de españoles residentes en el recién constituido país; entre ellos José Martín y Espinosa quien obtuvo su carta de ciudadanía mexicana renunciando consecuentemente a derechos nobiliarios y subsidios extranjeros. El yucateco Lorenzo de Zavala describió que durante esta época más de 15,000 extranjeros fueron expulsados de México.
En 1834, reaccionando a la epidemia de cólera que asolaba desde julio de 1833 a la península de Yucatán y coordinado con el doctor Ignacio Vado Lugo, fundador de la Escuela de Cirugía práctica y Medicina, predecesora de la Facultad de Medicina de la Universidad Autónoma de Yucatán; Don José toma la tarea urgente de editar y publicar el famoso Libro del Judío denominado "Medicina doméstica o descripción de los nombres y virtudes de las yerbas indígenas de Yucatán y las enfermedades a que se aplican" y que sigue siendo referencia para investigadores y científicos en la actualidad.
En 1835, funda una nueva escuela de matemáticas que sirvió a muchas generaciones. Para esta empresa contó con la ayuda de Casimiro Neraudeau, quien posteriormente colaboraría en la elaboración del Mapa Estadístico de Veracruz.
El 10 de noviembre de 1837 fue nombrado director del Cuerpo de Agrimensores de Yucatán.
El 16 de noviembre de 1840, redacta los estatutos e imparte la primera cátedra formal de la Escuela Náutica de Campeche, misma que funcionó de forma intermitente debido a la invasión de México a Campeche y la inestabilidad a causa de la Guerra de Castas.
Uno de los objetivos del constante esfuerzo del Sr. Espinosa era ver formalmente organizada una escuela para ciencias exactas en Yucatán. Sus contemporáneos le conocieron como un hombre modesto y apacible, sin embargo la indiferencia de una sociedad civilizada como la yucateca para adoptar el estudio de estas disciplinas lo indignaba. Finalmente su legado se materializó, ya que el 2 de enero de 1842, el Gobernador Santiago Méndez Ibarra crea oficialmente con una dotación de cincuenta pesos mensuales la Cátedra de Matemáticas en General y Náutica en el Estado.
El 15 de enero de 1844, la Universidad de Yucatán le nombró Presidente de la Junta Facultativa de Matemáticas, cargo honorífico que recibió ya en retiro y mantuvo hasta el fin de su vida.
Muere el 15 de octubre de 1845 a los 69 años debido a un ataque de apoplejía.
En 1889 el Congreso del Estado de Yucatán mandó a erigir un busto de bronce para honrar la memoria y obra del señor Espinosa de los Monteros, y que se está buscando al no conocerse su paradero actual.

## Discípulos destacados
- Manuel Tiburcio Almeida, inventor.
- Wenceslao Alpuche, poeta.

## Descendientes destacados
- José Dolores Espinosa Rendón
- Emilio MacKinney
  - Alejandro MacKinney
- Alonso Gutiérrez Espinosa
- Luis Espinosa Alcalá

## Otras Referencias
- José Martín Espinosa de los Monteros, Ricardo Ossado, Emilio MacKinney. 1898. Medicina doméstica o descripción de los nombre y virtudes de las yerbas indígenas de Yucatán y las enfermedades a que se aplican. 2.ª edición de Impr. de "La Revista de Mérida", 16 pp.